# Chaetosopus violaceus
Chaetosopus violaceus är en skalbaggsart som först beskrevs av Martins 1973.  Chaetosopus violaceus ingår i släktet Chaetosopus och familjen långhorningar. Inga underarter finns listade i Catalogue of Life.